# Учжень
Учжень (спрощ.: 乌镇; кит. трад.: 烏鎮; піньїнь: Wūzhèn, у перекладі «місто [народу] У») — мальовниче місто на воді, що знаходиться у Китаї на півночі провінції Чжецзян та є частиною міста Цзясін.
Учжень розташувався в 60 км вгору по річці Янцзи від Шанхаю. Площа міста становить 71 км². Населення — бл 60000 чол.
Він є найбільшим і найстарішим поселенням на воді у Китаї. За деякими відомостями історія міста налічує більше 7000 років. Перша письмова згадка про місто датується 860 роком. Велика частина міста складається з давньої забудови. Місцеві жителі тисячоліттями не змінювали свій звичний спосіб життя: як і в минулі часи, вони купують їжу не виходячи з дому. Їм достатньо виглянути у вікно і вибрати потрібний товар у пропливають повз торгових човнів.
Живе Учжень в основному за рахунок туристів, яких в сезон збирається досить багато. Є тут правда і виробництва, причому досить великі. Місцевий шовк ручної роботи знайшов непогану славу і експортується навіть за кордон. Славиться і вучженская рисова горілка.